# Hierarchie katolické církve
Hierarchii katolické církve tvoří biskupové, kněží a jáhni. V ekleziologickém smyslu slova „hierarchie“ znamená přísně vzato „svaté uspořádání“ církve, Kristova těla, aby byla respektována různost darů a služeb, která je nezbytná pro skutečnou jednotu.
V kanonickém a obecném užití označuje ty, kdo v katolické církvi požívají autoritu. V katolické církvi mají autoritu především biskupové, zatímco kněží a jáhni slouží jako jejich asistenti, spolupracovníci nebo pomocníci. V souladu s tím se „hierarchie katolické církve“ používá i pro označení samotných biskupů. Termín „papež“ se až do 6. století používal ještě volně, občas ho přejímali i ostatní biskupové. Termín „hierarchie“ se stal populárním až v 6. století díky spisům Pseudo-Dionýsia. V souvislosti s tím se vžil i termín „hierarchie“.
K 31. prosinci 2020 se katolická církev skládala z 2903 diecézí nebo rovnocenných jurisdikcí, z nichž na každou dohlížel biskup. Diecéze se dělí na jednotlivá společenství zvaná farnosti, z nichž každá je personálně obsazena jedním nebo více kněžími, jáhny nebo laickými osobami, obvykle je péče o farnost svěřena knězi, i když existují výjimky. Přibližně 22 % všech farností nemá stálého faráře a 3485 farností na celém světě je (po materiální stránce) svěřeno jáhnovi nebo laikovi.
Všichni duchovní, biskupové, kněží i jáhni, mohou kázat, vyučovat, křtít, být svědky při uzavírání manželství (jáhen může být svědkem manželství pouze v římskokatolické církvi) a vést pohřební liturgie. Pouze kněží a biskupové mohou vysluhovat svátosti eucharistie (ačkoli ostatní mohou být mimořádnými udělovateli svatého přijímání), pokání (smíření, zpověď), biřmování (v římskokatolické církvi však kněží udělují biřmování jen ve výjimečných případech) a pomazání nemocných. Pouze biskupové mohou udělovat svátost svěcení, kterou jsou muži vysvěceni na biskupy, kněze nebo jáhny. Ženy jsou z hierarchie duchovních vyloučeny.

## Biskup
Hlavní článek: Biskupové v katolické církvi
Biskupové, kteří mají plnost svěcení, a tedy plnost kněžství i diakonátu, jsou jako sbor (kolegium biskupů) považováni za nástupce apoštolů a jsou „ustanovení nástupci apoštolů skrze Ducha svatého, který jim byl dán, jsou v církvi pastýři, a jako takoví jsou učitelé víry, kněží posvátné služby a služebníci řízení církve“ a „reprezentují církev“. V roce 2012 bylo 5133 katolických biskupů; na konci roku 2014 jich bylo 5237. Papež sám je biskupem (římským) a tradičně používá titul „ctihodný bratr“, když píše formálně jinému biskupovi.
Typickou úlohou biskupa je zajišťovat pastorační správu diecéze. Biskupové, kteří plní tuto funkci, se nazývají diecézní ordináři, protože mají to, co kanonické právo nazývá vlastní (tj. nedelegovanou) pravomoc pro diecézi. Tito biskupové mohou být ve východních katolických církvích známí jako hierarchové. Jiní biskupové mohou být jmenováni jako pomocní ordináři (pomocní biskupové a biskupové koadjutoři) nebo mohou vykonávat funkci v širší oblasti služby církvi, jako je například jmenování papežským nunciem nebo úředníkem Římské kurie.
Biskupové dané země nebo regionu mohou vytvořit biskupskou konferenci a pravidelně se scházet k projednávání aktuálních problémů. Rozhodnutí v některých oblastech, zejména v liturgii, spadají do výlučné pravomoci těchto konferencí. Rozhodnutí konferencí jsou pro jednotlivé biskupy závazná pouze v případě, že s nimi souhlasí nejméně dvě třetiny členů a jsou potvrzena Svatým stolcem.
Biskupové jsou obvykle vysvěceni na biskupy nejméně třemi dalšími biskupy, ačkoli k platnosti je zapotřebí pouze jeden a je vyžadováno mandát od Svatého stolce. Vysvěcení na biskupy je považováno za završení svátosti svěcení; i když biskup odejde z aktivní služby, zůstává biskupem, protože ontologický účinek svěcení je trvalý. Na druhé straně tituly jako arcibiskup nebo patriarcha neznamenají žádnou ontologickou změnu a stávající biskupové, kteří do těchto úřadů povýší, nepotřebují další svěcení.
Ze svátostného hlediska jsou si všichni biskupové rovni. Podle jurisdikce, úřadu a výsad se však rozlišují různé hodnosti, jak je uvedeno níže. Všichni biskupové jsou „vikáři Kristovi.“

### Papež (římský biskup)
Hlavní článek: Papež
Papež je římský biskup. Z titulu tohoto úřadu je také:
náměstek Ježíše Krista, nástupce Knížete apoštolů, nejvyšší pontifik univerzální církve, patriarcha latinské církve, primas italský, arcibiskup a metropolita římské provincie, svrchovaná hlava státu (městského státu Vatikán), služebník služebníků Božích.

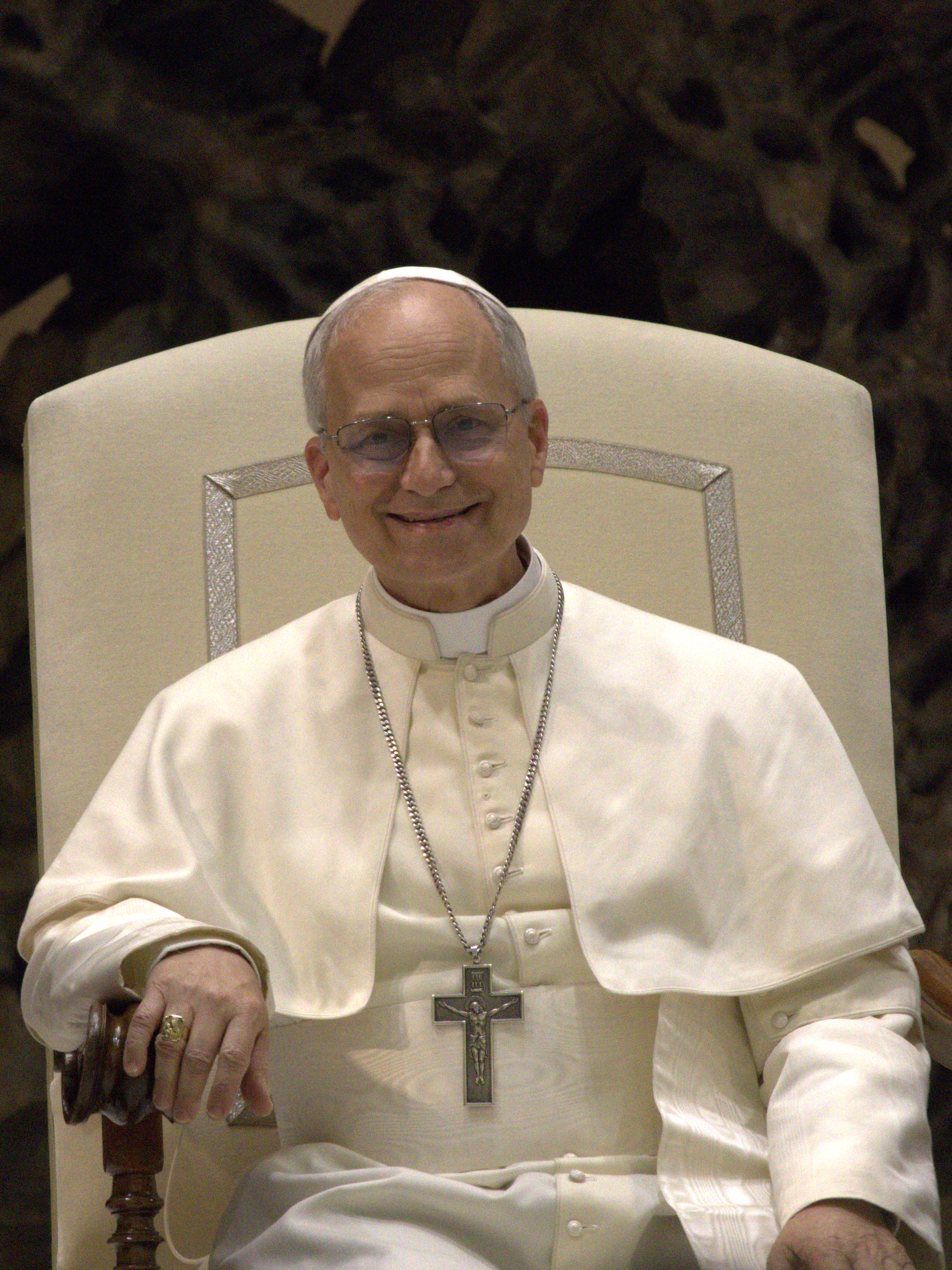
Papež Lev XIV., římský biskup od roku 2025

#### Úřady a tituly
„Papež“ je zájmenné oslovení, nikoli úřad nebo titul, což znamená „otec“ (společné oslovení pro všechny duchovní). Honorifikát „papež“ se od počátku 3. století používal pro jakéhokoli biskupa na Západě a v řečtině je znám již z Homérovy Odyssey (6,57). Na Východě je „papež“ až do současnosti běžnou formou oslovení duchovních v Bulharské pravoslavné církvi a Ruské pravoslavné církvi a je to styl oslovení alexandrijského biskupa. Papež Marcellinus (zemřel roku 304) je prvním římským biskupem, o němž je v pramenech doloženo, že se o něm používal titul „papež“. Od 6. století si císařská kancelář v Konstantinopoli toto označení běžně vyhrazovala pro římského biskupa. Od počátku 6. století se na Západě začalo omezovat na římského biskupa, přičemž tato praxe se pevně ustálila do 11. století, kdy papež Řehoř VII. prohlásil, že je vyhrazeno římskému biskupovi.
Jako biskup římské církve je nástupcem spolupatronů této místní církve, svatého Petra a svatého Pavla. Jako takový měl římský kostel a jeho biskup v katolickém společenství vždy významné postavení a alespoň do jisté míry primát mezi svými vrstevníky, ostatními biskupy,  podobně jako měl Petr jistý primát mezi svými vrstevníky, ostatními apoštoly. Přesná povaha tohoto primátu je jednou z nejvýznamnějších ekumenických otázek doby a vyvíjela se jako doktrína po celé dějiny církve.
Katechismus katolické církve, který cituje dokument II. vatikánského koncilu Lumen gentium, uvádí: „V tomto případě se jedná o primát: Papež, římský biskup a nástupce svatého Petra, 'je trvalý a viditelný zdroj a základ jednoty biskupů i celého množství věřících'.“ Společenství s římským biskupem se stalo tak významným identifikátorem katolické identity, že se někdy katolická církev celá označovala jako „římskokatolická“, ačkoli to je v katolické teologii (ekleziologii) nepřesné.
Další tři papežovy úřady přímo vyplývají z jeho úřadu biskupa římské církve. Protože latinská církev vděčí za svou identitu a vývoj svému původu v liturgickém, právním a teologickém dědictví Říma, je římský biskup de facto patriarchou latinské církve. Podle Benedikta XVI. došlo k velkému „zmatení“ mezi primátem papeže jako patriarchy západní církve a jeho primátem prvního patriarchy mezi rovnými, že toto „nerozlišování“ mezi rolemi a odpovědností těchto dvou odlišných pozic vedlo časem k „extrémní centralizaci katolické církve“ a ke schizmatu mezi Východem a Západem.
Jako první místní církev Itálie je římský biskup primasem Itálie a je oprávněn jmenovat předsedu Italské biskupské konference.
Římská církev je také hlavní církví Římské provincie, takže římský biskup je metropolitním arcibiskupem Římské provincie.
Jako biskup je papež označován za Kristova náměstka. Tento titul byl společný všem biskupům od čtvrtého do dvanáctého století, od dvanáctého do počátku dvacátého století byl vyhrazen římskému biskupovi a na Druhém vatikánském koncilu byl obnoven všem biskupům.
Papež sídlí ve Vatikánu, nezávislém státě v rámci města Říma, který byl zřízen Lateránskými smlouvami mezi Svatým stolcem a Itálií v roce 1929. Stejně jako byli papežové panovníky papežských států (754–1870), tak od roku 1929 vykonávají absolutní občanskou moc v mikrostátě Vatikán.
Velvyslanci nejsou akreditováni pro Vatikánský městský stát, ale pro Svatý stolec, který podléhal mezinárodnímu právu ještě před vznikem státu. Sbor úředníků, kteří pomáhají papeži při řízení církve jako celku, se nazývá římská kurie. Termín „Svatý stolec“ (tj. Řím) se obecně používá pouze pro papeže a kurii, protože Kodex kanonického práva, který se týká správy latinské církve jako celku, a nikoli vnitřních záležitostí samotného římského stolce (diecéze), nutně používá tento termín v tomto technickém smyslu.
A konečně titul „služebník služebníků Božích“ byl dodatkem papeže Řehoře Velikého, který připomíná, že v křesťanství jde při vedení vždy o službu/služebnost (diakonii).
Oficiální oslovení římského biskupa je „Vaše Svatosti“ („Jeho Svatost“).

#### Volba
Současná pravidla, jimiž se řídí volba papeže, se nacházejí v apoštolské konstituci Universi Dominici Gregis, která pojednává o pravomocích kardinálů a oddělení římské kurie od smrti papeže až do vyhlášení volby jeho nástupce, o pohřebních opatřeních pro zemřelého papeže a o místě, době a způsobu hlasování na setkání kardinálů volitelů, tedy na setkání známém jako konkláve. Toto slovo je odvozeno z latinského com- (společně) a clavis (klíč) a odkazuje na uzamčení účastníků před vnějšími vlivy, což bylo opatření, které bylo zavedeno nejprve jako prostředek, místo aby je donutilo k rozhodnutí.
Stejně jako všichni biskupové má i papež možnost rezignovat, i když na rozdíl od ostatních biskupů to není povinné. Nejznámější jsou případy papeže Celestýna V. z roku 1294, papeže Řehoře XII. z roku 1415 a Benedikta XVI. z roku 2013. Přibližně 10 % všech papežů odešlo z úřadu nebo bylo z něj odvoláno před smrtí.

### Východní patriarchové
Hlavy některých autonomních (lat. sui iuris) partikulárních církví sestávajících z několika místních církví (diecézí) mají titul patriarchy.
Papež jako patriarcha latinské církve je hlavou jediné církve sui iuris na Západě, což vedlo k relativně krátce trvajícímu titulu patriarcha Západu (v užívání 1863-2006). Východní patriarchové jsou voleni synodou biskupů své konkrétní církve.
Patriarchové, kteří stojí v čele autonomních partikulárních církví, jsou:
- Koptský katolický patriarcha v Alexandrii (Koptská katolická církev)[39]
- Melchitský řeckokatolický patriarcha antiochijský (Melchitská řeckokatolická církev)[40]
- Maronitský patriarcha antiochijský (maronitská církev)[41]
- Syrský katolický patriarcha Antiochie (Syrská katolická církev)[42]
- Chaldejský katolický patriarcha Babylonie (Chaldejská katolická církev)[43]
- Arménský katolický patriarcha Kilikie (Arménská katolická církev)[44]

Ti mají moc nejen nad biskupy své konkrétní církve, včetně metropolitů, ale také přímo nad všemi věřícími. Východní katoličtí patriarchové mají přednost před všemi ostatními biskupy, až na výjimky stanovené papežem. Čestný titul připojený k jejich jménu je „Jeho Blaženost“.
| Typ                           | Církev     | Patriarchát | Patriarcha                               |
| ----------------------------- | ---------- | ----------- | ---------------------------------------- |
| Patriarchové církví sui iuris | Koptská    | Alexandrie  | Patriarcha Ibrahim Isaac Sidrak          |
| Patriarchové církví sui iuris | Melchitská | Antiochie   | Patriarcha Joseph Absi                   |
| Patriarchové církví sui iuris | Maronitská | Antiochie   | Kardinál-patriarcha Béchara Butrus Raï   |
| Patriarchové církví sui iuris | Syrská     | Antiochie   | Patriarcha Ignace Joseph III. Younan     |
| Patriarchové církví sui iuris | Arménská   | Kilikie     | Patriarcha Raphaël Bedros XXI. Minassian |
| Patriarchové církví sui iuris | Chaldejská | Babylon     | Kardinál-patriarcha Louis Sako           |

### Arcibiskup maior (větší, hlavní)

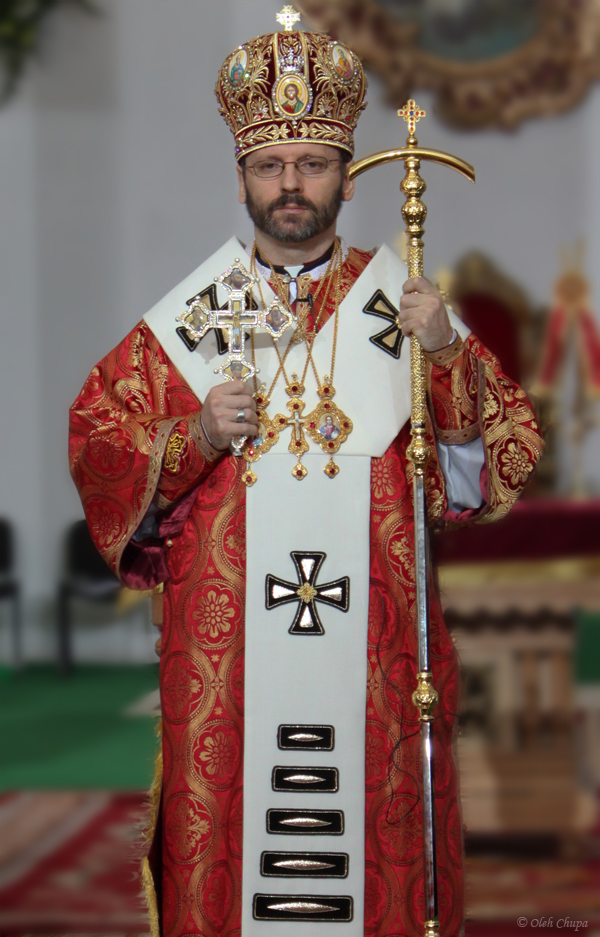
Svjatoslav Ševčuk, kyjevsko-haličský arcibiskup od roku 2011

V čele jiných autonomních partikulárních církví stojí arcibiskup maior. Syrsko-malankarská katolická církev používá pro svého hlavního arcibiskupa titul Katolikos. Až na několik výjimek je autorita hlavního arcibiskupa v jeho církvi sui iuris rovnocenná autoritě patriarchy v jeho církvi. Tento méně prestižní úřad byl zřízen v roce 1963 pro ty východní katolické církve, jejichž velikost a stabilita se vyvinula tak, že umožňují plnou samosprávu, pokud historické, ekumenické nebo politické podmínky neumožňují jejich povýšení na patriarchát.
V současné době existují čtyři arcibiskupové maior: 
| Arcidiecéze maior       | Země     | Církev             | Archbishop                           |
| ----------------------- | -------- | ------------------ | ------------------------------------ |
| Ernakulam-Angamalyská   | Indie    | Syro-Malabarská    | Kardinál George Alencherry           |
| Făgăraş a Alba Iuliaská | Rumunsko | Rumunská           | Kardinál Lucian Mureșan              |
| Kyjevsko-halyčská       | Ukrajina | Ukrajinská         | Arcibiskup maior Svjatoslav Ševčuk   |
| Trivandrumská           | Indie    | Syrsko-malankarská | Kardinál Baselios Cleemis Thottunkal |

### Latinští patriarchové
V latinské církvi existují také titulární patriarchové, kterým byl z různých historických důvodů udělen titul „patriarcha“, ale nikdy ne odpovídající úřad a povinnosti. Patří k nim latinský patriarcha jeruzalémský, patriarcha benátský, patriarcha lisabonský a patriarcha východoindický. Všechny tyto úřady jsou čestné a patriarchové nejsou hlavami autonomních konkrétních církví. Patriarcha Východní Indie je arcibiskupem Goa, zatímco ostatní patriarchové jsou arcibiskupy jmenovaných měst. Titul patriarchy Západní Indie byl v minulosti udělován některým španělským biskupům (ne vždy téže stolice), ale již dlouho se neuděluje.
| Typ                                    | Patriarchát       | Patriarcha                         |
| -------------------------------------- | ----------------- | ---------------------------------- |
| Patriarchové latinské církve           | Jeruzalémský      | Patriarcha Pierbattista Pizzaballa |
| Patriarchové latinské církve           | Lisabonský        | Kardinál Manuel Clemente           |
| Patriarchové latinské církve           | Benátský          | Patriarcha Francesco Moraglia      |
| Titulární patriarchové latinské církve | Východoindický    | Patriarcha Filipe Neri Ferrão      |
| Titulární patriarchové latinské církve | Západoindický     | neobsazeno od roku 1963            |
| Zrušené tituly                         | Alexandrijský     | zrušen v roce 1964                 |
| Zrušené tituly                         | Antiochijský      | zrušen v roce 1964                 |
| Zrušené tituly                         | Konstantinopolský | zrušen v roce 1964                 |
| Zrušené tituly                         | Aquilejský        | zrušen v roce 1751                 |
| Zrušené tituly                         | Gradoský          | přenesen do Benátek v roce 1451    |

### Kardinálové
Hlavní článek: Kardinál

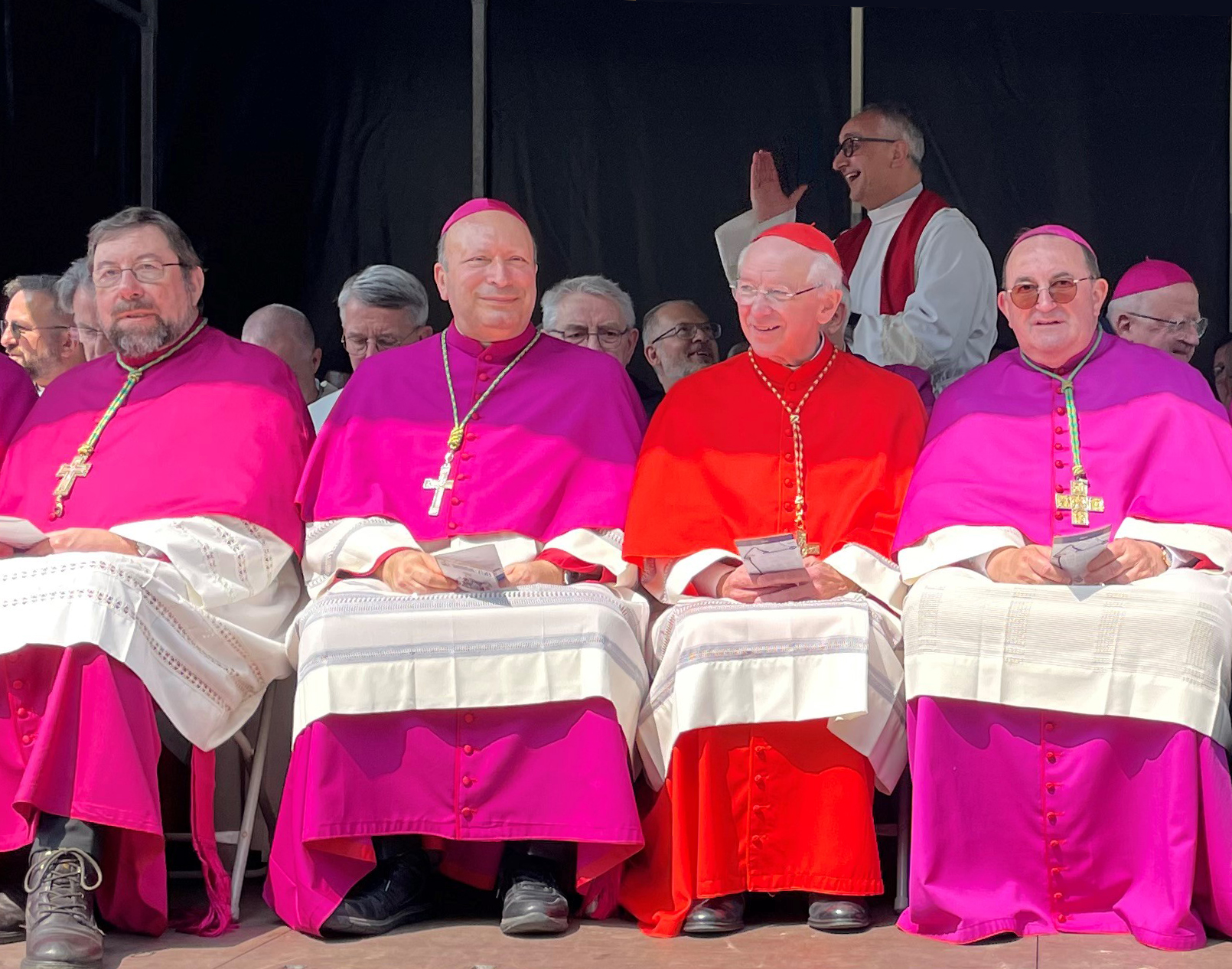
Kardinál (druhý zprava) a biskupové

Kardinálové jsou církevní knížata jmenovaná papežem, který zpravidla vybírá biskupy stojící v čele dikasteria Římské kurie nebo významných biskupských sídel po celém světě. Jako celek tvoří kardinálové kolegium kardinálů, které radí papeži, a ti kardinálové, kteří nedosáhli věku 80 let, v případě úmrtí nebo odstoupení papeže volí jeho nástupce. Jejich heraldický znak je převýšen červeným galerem a střapci jako forma mučednického postavení v církvi.
Ne všichni kardinálové jsou biskupové. Domenico Bartolucci, Karl Josef Becker, Roberto Tucci a Albert Vanhoye jsou příklady kardinálů, kteří ve 21. století nejsou biskupy. Kodex kanonického práva z roku 1917 zavedl požadavek, že kardinál musí být alespoň knězem, dříve jim stačilo mít nižší svěcení a nemuseli být ani jáhny. Posledním nekněžským kardinálem byl Teodolfo Mertel, který zemřel v roce 1899. V roce 1962 papež Jan XXIII. zavedl pravidlo, že muž, který byl jmenován kardinálem, musí být vysvěcen na biskupa, pokud jím již není, ale někteří žádají o dispens od tohoto požadavku a získávají ji. Jen zřídka se stává, že papež jmenuje kardinály, kteří jsou pouze kněžími a nejsou vysvěceni na biskupa.
Kodex kanonického práva z roku 1917, navazující na tradici dodržovanou např. na I. vatikánském koncilu, stanovil, že kardinálové mají přednost před všemi ostatními preláty, dokonce i před patriarchy, Kodex kanonického práva z roku 1983 se otázkami přednosti nezabýval.
Kardinálský úřad není nedílnou součástí teologické struktury katolické církve, ale do značné míry čestným vyznamenáním, které má svůj původ v přidělení práva volit papeže v roce 1059 výhradně hlavnímu římskému kléru a biskupům sedmi předměstských diecézí, pro jejichž význam z toho vyplývající se vžil termín kardinál (z latinského cardo, což znamená „pant“). Ve 12. století se začala uplatňovat praxe jmenování církevních osobností mimo Řím kardinály. Každému kardinálovi je i ve 21. století přidělen kostel v Římě jako jeho „titulární kostel“ nebo je spojen s některou z předměstských diecézí. Děkan kardinálského kolegia má z těchto stolců děkanát v Ostii, přičemž si zachovává předchozí spojení s jedním z ostatních šesti stolců. Tradičně mělo hodnost kardinála biskupa pouze šest kardinálů, ale když jsou východní patriarchové jmenováni kardinály, mají také hodnost kardinála-biskupa, aniž by jim byla přidělen suburbikální stolec. Ostatní kardinálové mají hodnost buď kardinála-kněze, nebo kardinála-jáhna, přičemž první hodnost je obvykle přidělována biskupům, kteří mají na starosti diecéze, a druhá hodnost úředníkům kurie a kněžím povýšeným do kardinálského stavu.

### Primasové
Titul primase latinské církve byl v některých zemích udělen biskupovi určitého (obvykle metropolitního) stolce. Kdysi zahrnoval pravomoc nad všemi ostatními stolci v zemi nebo regionu, nyní však dává pouze „čestnou výsadu“ bez pravomoci vládnout, pokud není v určitých záležitostech učiněna výjimka na základě privilegia uděleného Svatým stolcem nebo schváleného zvyku. Titul se obvykle přiděluje ordináři první diecéze nebo nejstarší arcidiecéze v zemi, v Polsku je tedy primasem arcibiskup nejstarší arcidiecéze (Gniezno, založená roku 1000), a nikoli nejstarší diecéze (Poznaň, založená roku 968).
Pozoruhodné je, že arcibiskup z Baltimoru není formálně považován za primase katolické církve ve Spojených státech, ale za „post s výsadním postavením“.
Nejbližší ekvivalentní pozicí ve východním pravoslaví je exarcha, který má moc nad ostatními biskupy, aniž by byl patriarchou. Ve východních katolických církvích exarchové, ať už apoštolští nebo patriarchální, nemají moc nad ostatními biskupy (viz níže: Ekvivalenty diecézních biskupů z hlediska práva).

### Metropolitní biskupové
Hlavní článek: Metropolita, katolická církev

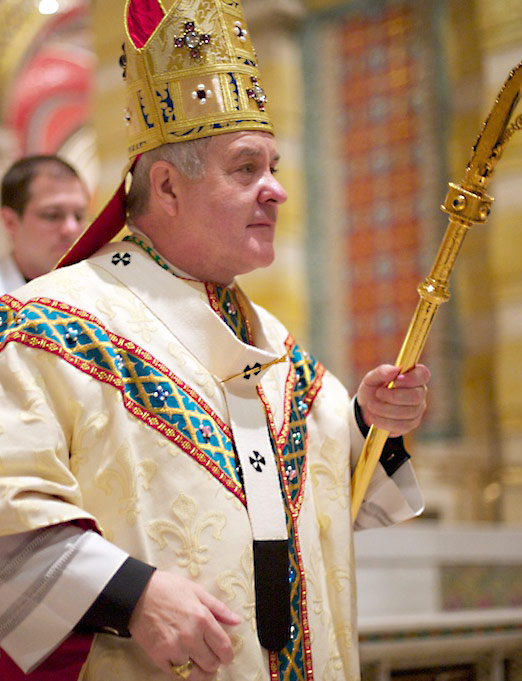
Arcibiskup Robert Carlson, metropolitní arcibiskup ze St. Louis. Lze si všimnout, že má na sobě pallium

Metropolita latinské církve je biskup hlavního („metropolitního“) stolce církevní provincie složené z několika diecézí. Metropolita dostává od papeže pallium jako symbol svého úřadu. Metropolitní biskup má omezenou dohledovou pravomoc nad sufragánními diecézemi ve své provincii, včetně zajištění řádného dodržování víry a církevní kázně. Má také pravomoc jmenovat diecézního administrátora na uvolněné místo sufragánního stolce, pokud jej diecézní rada konzultorů řádně nezvolí. Jeho diecézní tribunál navíc standardně slouží jako církevní odvolací soud pro sufragány (soud druhé instance) a metropolita má možnost tato odvolání osobně posuzovat.
Metropolita daného území se rovněž podílí na výběru biskupů. Každé tři roky sestavují seznam provimvedis – seznam kněží, kteří by mohli být vhodní pro úřad biskupa. Ten je předán místnímu apoštolskému nunciovi, který kandidáty posuzuje v konzultačním a důvěrném procesu. Nuncius zase předá nejlepší kandidáty Kongregaci pro biskupy v Římě, která provede konečné hodnocení kandidátů a své závěry nabídne papeži ke konečnému rozhodnutí o jmenování.
Východní metropolité v patriarchálních nebo velkých arcibiskupských církvích mají podobnou úroveň pravomocí jako latinští metropolité a podléhají specifickým zákonům a zvyklostem své církve sui iuris. Východní metropolité, kteří stojí v čele metropolitní církve sui iuris, mají ve své církvi mnohem větší pravomoci, i když jsou menší než pravomoci velkého arcibiskupa nebo patriarchy.
Všichni metropolité mají titul arcibiskupa a metropolitní stolec se obvykle označuje jako arcidiecéze nebo archieparchie, přičemž tento titul má nejen 553 metropolitních stolců, ale také 77 dalších stolců. Výjimkou je metropolitní diecéze Řím.

### Arcibiskupové

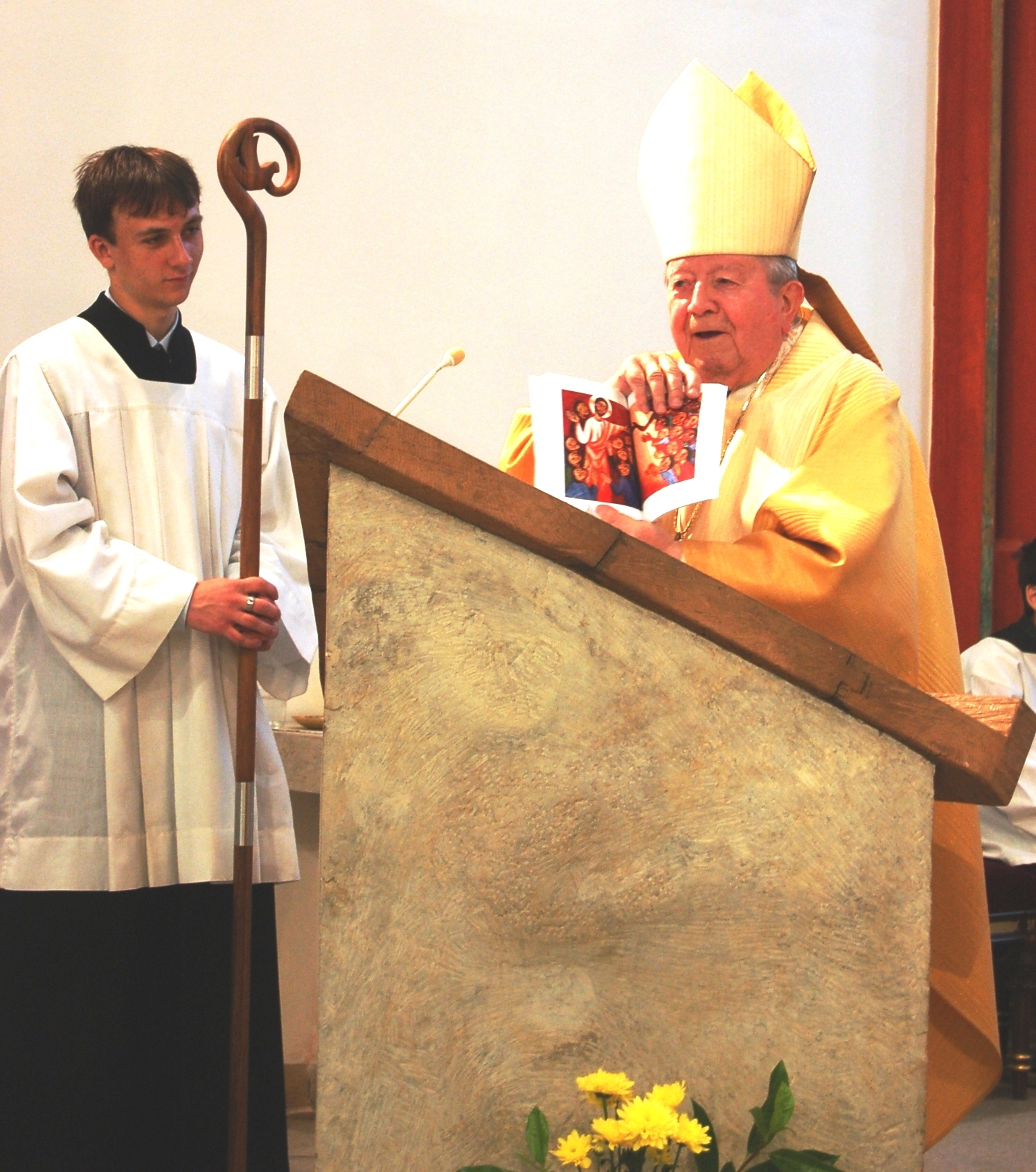
Královéhradecký biskup K. Otčenášek byl povýšen na arcibiskupa ad personam

Titul arcibiskupa mají nejen biskupové, kteří stojí v čele metropolitních sídel, ale také ti, kteří stojí v čele arcidiecézí, jež nejsou metropolitními sídly (většina z nich se nachází v Evropě a Levantě). Kromě toho jej mají i někteří další biskupové, označovaní jako „titulární arcibiskupové“ (viz níže Další biskupové), kteří dostali jako své titulární stolice arcidiecéze, které již nejsou rezidenční – mnozí z nich zastávají administrativní nebo diplomatické funkce, například papežských nunciů nebo sekretářů kuriálních kongregací. Biskupovi nearcibiskupského stolce může být udělen osobní titul arcibiskupa, aniž by zároveň povýšil svůj stolec (takový biskup je znám jako arcibiskup ad personam), ačkoli tato praxe je po Druhém vatikánském koncilu méně častá.

### Diecézní biskupové
Diecézní biskup nebo eparcha, i když nemá zároveň titul arcibiskupa, metropolity, velkého arcibiskupa (arcibiskupa maior), patriarchy nebo papeže, je středem jednoty své diecéze nebo eparchie a jako člen kolegia biskupů se podílí na odpovědnosti za správu celé církve (srov. Katechismus katolické církve, 886). Vzhledem k tomu, že každá místní partikulární církev je ztělesněním celé katolické církve, nikoliv jen administrativním útvarem něčeho většího, není biskup, který je její hlavou, delegátem papeže. Místo toho má sám od sebe primární učitelskou, řídící a posvěcující odpovědnost za stolec, pro který byl vysvěcen na biskupa.
V rámci každé diecéze, i když eucharistii slaví jiný biskup, je nezbytné společenství s biskupem diecéze vyjádřeno uvedením jeho jména. Ve východních eparchiích se uvádí také jméno patriarchy, hlavního arcibiskupa nebo metropolity, protože i ti mají přímou odpovědnost v rámci všech eparchií dané církve. Ze stejného důvodu je při každém katolickém slavení eucharistie zmíněn jménem papež.
Svěcení na biskupa je plností kněžství a dovršením svátosti svěcení. Biskupové jsou považováni za nástupce apoštolů.

#### Ekvivalenty diecézních biskupů v právu
Kánon 368 Kodexu kanonického práva z roku 1983 uvádí pět jurisdikčních oblastí latinské církve, které jsou považovány za rovnocenné diecézi. V jejich čele může být titulární biskup (mající na starosti pouze danou jurisdikci), kněz nebo biskup jiné diecéze:
- Územní prelát (zpravidla biskup titulárního stolce), dříve nazývaný prelát nullius dioceseos (bez diecéze), má na starosti území, které bylo kvůli zvláštním okolnostem svěřeno jemu a není součástí diecéze.
- Územní opat (opat daného opatství – zpravidla pouze kněz) má na starosti území (tzv. územní opatství), které bylo kvůli zvláštním okolnostem svěřeno jemu a není součástí diecéze.
- Apoštolský vikář (obvykle biskup titulárního stolce), který má na starosti apoštolský vikariát, obvykle v misijní zemi, který ještě není připraven stát se diecézí.
- Apoštolský prefekt (často pouze kněz), který má na starosti apoštolskou prefekturu, která ještě není připravena stát se apoštolským vikariátem.
- Stálý apoštolský administrátor (biskup titulárního stolce, nebo kněz), který má na starosti zeměpisnou oblast, jež se z vážných důvodů nemůže stát diecézí.

K nim lze přidat:
- Exarcha (zpravidla biskup titulárního stolce) je hlava exarchátu – jurisdikční oblasti východních katolických církví zhruba odpovídající římskokatolickému apoštolskému vikariátu.
- Vojenský ordinář, sloužící katolíkům v ozbrojených silách dané země.
- Osobní prelát, pověřený vedením skupiny osob bez ohledu na zeměpisnou polohu: jedinou existující osobní prelaturou je prelatura Opus Dei.
- Osobní ordinář (většinou ženatý kněz, příp. biskup titulárního stolce) ordinariátní správy pro bývalé anglikány.[67]
- Představený misie sui iuris (zpravidla biskup některé z blízkých diecézí)

Poněkud podobné postavení má diecézní administrátor (dříve nazývaný kapitulní vikář), který je zvolen, aby spravoval diecézi v době neobsazení místa. Kromě jistých přirozených a právních omezení má na základě péče stejné povinnosti a pravomoci jako diecézní biskup (kánony 427–429 Kodexu kanonického práva). Příležitostně je apoštolský administrátor jmenován Svatým stolcem, aby řídil neobsazenou diecézi, nebo dokonce diecézi, jejíž biskup je neschopný výkonu funkce nebo je jinak postižen.

### Ostatní biskupové
Diecézní biskup může mít biskupy, kteří mu pomáhají v jeho službě. Biskup koadjutor má právo nástupnictví po smrti nebo odstoupení diecézního biskupa, a pokud je diecéze arcidiecézí, má titul arcibiskupa. Stejně tak diecézní biskup na odpočinku si zachovává spojení se stolcem, do kterého byl jmenován, a je znám jako emeritní biskup (nebo arcibiskup) tohoto stolce. Na druhé straně pomocný biskup, který může zastávat i funkce jako generální vikář nebo biskupský vikář, je jmenován biskupem titulárního stolce, tedy stolce, který v průběhu dějin přestal existovat jako skutečná jurisdikční jednotka.
Titulární biskupství – která mohou být arcibiskupská nebo prostě biskupská – přidělená takovým biskupům byla kdysi známá jako biskupství in partibus infidelium, protože se nacházela v oblastech, které křesťanství ztratilo v důsledku muslimských výbojů. Nyní jsou bývalá biskupství i v křesťanských zemích přidělována jako titulární biskupství. Tyto stolce jsou také přidělovány biskupům, kteří slouží v Římské kurii jako papežští nunciové nebo jako ekvivalenty diecézních biskupů v právu (viz výše), jako jsou apoštolští vikáři a apoštolští exarchové. (Počínaje rokem 2019 již noví apoštolští vikáři nemají přiděleny titulární stolce.)
Pro takové biskupy se často používá termín titulární biskup, který je však, přísně vzato, nepřesný, neboť se skutečně jedná o biskupy, i když neslouží na stolci, na který byli jmenováni, a nejsou pouze nositeli čestného biskupského titulu. Jsou členy biskupského kolegia stejně jako diecézní biskupové.
Ve většině anglicky mluvících zemí je čestný titul připojený ke jménu biskupa „The Most Reverend“. Ve Spojeném království a v zemích nejvíce ovlivněných anglickou (nikoli irskou) praxí je však „Nejdůstojnější“ (The Most Reverend) vyhrazeno arcibiskupům a ostatní biskupové jsou oslovováni „Důstojný“ (The Right Reverend).
Mezi důležité tituly nebo funkce, které obvykle, ale ne nutně, zastávají (arci)biskupové, kteří nemají na starosti diecézi nebo rovnocenné společenství, patří tituly apoštolský delegát, apoštolský nuncius, papežský legát, patriarchální vikář, papežský delegát.

## Ordináři a místní ordináři
Hlavní článek: Ordinář
Místní ordináři jsou dosazeni nad jednotlivé církve nebo rovnocenná společenství nebo vykonávají jejich řádnou výkonnou moc.
- Nejvyšší pontifik (papež) je místním ordinářem pro celou katolickou církev[68][69]
- Ve východních katolických církvích mají patriarchové, arcibiskupové maior a metropolité řádnou řídící moc pro celé území svých autonomních partikulárních církví[70]
- Diecézní biskupové a eparchové eparchií
- Ostatní preláti, kteří stojí v čele, byť jen dočasně, partikulární církve nebo jí rovnocenného společenství
- Generální vikáři a protosyncelové
- Biskupští vikáři a syncelové

Vyšší představení řeholních institutů (včetně opatů) a společenství apoštolského života jsou ordináři svých členů, nikoli však místní ordináři.

## Presbyterát
Hlavní článek: Kněžství v katolické církvi

### Obecně
Biskupům pomáhají kněží a jáhni. Všichni kněží a jáhni jsou inkardinováni v diecézi (popř. jiné církvení jurisdikční jednotce) nebo řeholním řádu. Farnosti, ať už územní nebo personální, v rámci diecéze má obvykle na starosti kněz, známý jako farář nebo pastýř.
V latinské církvi a některých východních církvích jsou na kněze zpravidla vysvěcováni pouze muži žijící v celibátu, zatímco většina východních katolických církví zpravidla vysvěcují jak muže žijící v celibátu, tak muže ženaté. Svatý stolec může udělit dispens od požadavku celibátu, zpravidla se tak děje pouze u konvertitů z řad protestantských duchovních (nejčastěji anglikánských/episkopálních). Všechny partikulární katolické církve podle prastaré tradice (tuto tradici zachovávají i pravoslavné církve) zakazují uzavírat manželství vysvěceným osobám (vč. jáhnů, tedy ženatý kněz, jemuž zemře manželka, nesmí uzavřít nové manželství).
Katolická církev a starokřesťanské církve vnímají kněžské svěcení jako svátost, která zasvěcuje ordinovaného do trvalého služebního vztahu a podobně jako křest a biřmování má pro něj ontologický účinek. Z tohoto důvodu může být osoba vysvěcena na každý ze tří řádů pouze jednou. Domnívají se také, že svěcení může být uděleno pouze mužům.

### Kněží ve službě mimo svou diecézi
Přestože jsou kněží inkardinováni do diecéze nebo řádu, mohou získat povolení svého diecézního ordináře nebo řeholního představeného ke službě mimo běžnou jurisdikci diecéze nebo řádu. Tyto úkoly mohou být dočasné nebo trvalejšího charakteru.
Dočasné přidělení může zahrnovat studium vyššího stupně na papežské univerzitě v Římě. Mohou také zahrnovat krátkodobé přidělení na fakultu kněžského semináře, který se nachází mimo území diecéze.
Dlouhodobé přidělení zahrnuje službu univerzální církvi v personálu dikasteria nebo tribunálu Římské kurie nebo v diplomatickém sboru Svatého stolce. Mohou být také jmenováni rektorem nebo k dlouhodobému pedagogickému působení na fakultě kněžského semináře nebo katolické univerzity. Kněží mohou také působit jako zaměstnanci své biskupské konference, jako vojenští kaplani ve vojenských ordinariátech nebo jako misionáři.

### Pozice v rámci diecéze na diecézní úrovni

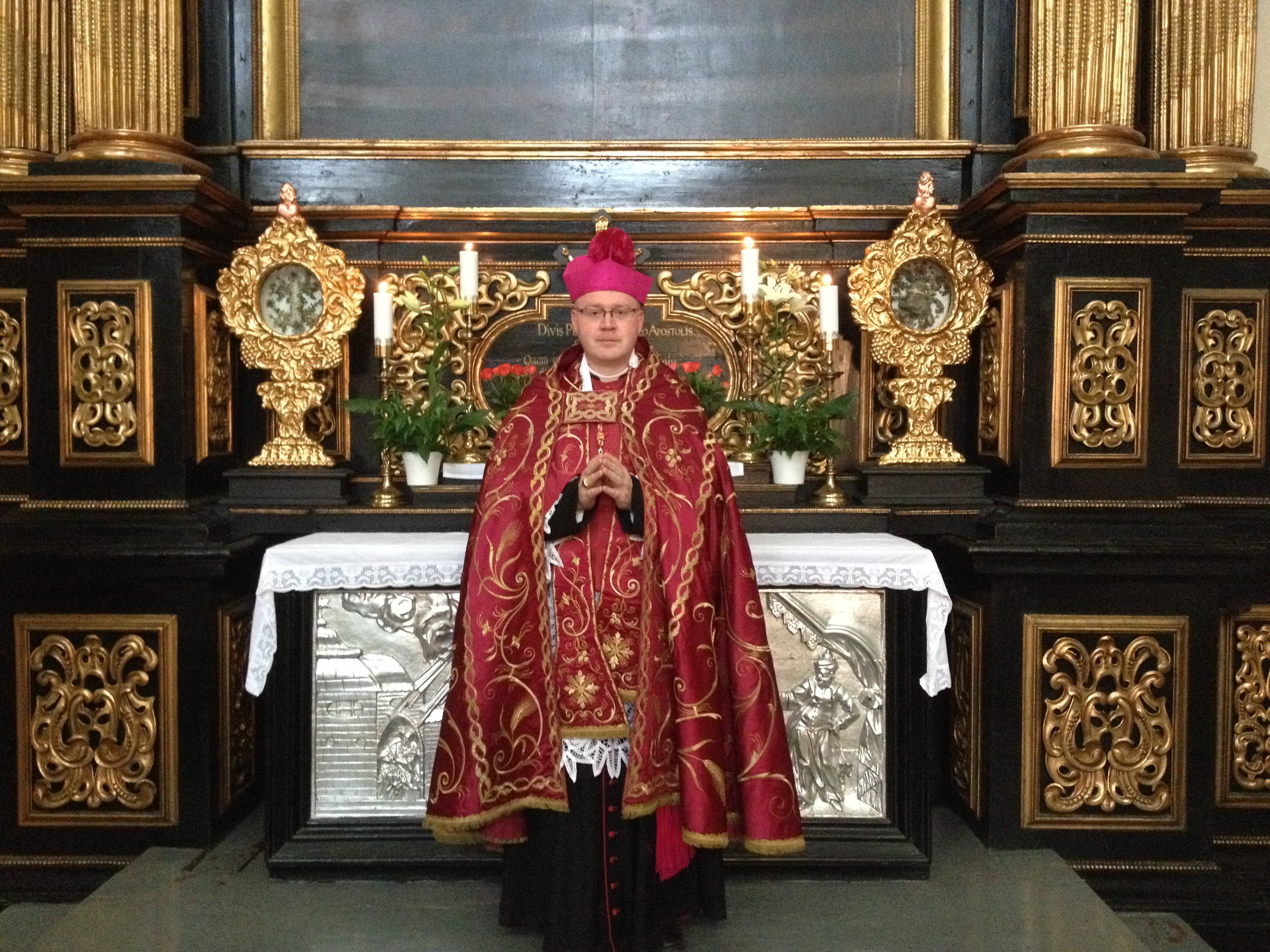
Kanovník Martin Davídek v pluviálu a s biretem v katedrále sv. Štěpána v Litoměřicích (29. června 2014)

Diecézní biskup jmenuje generálního vikáře, který mu pomáhá při řízení diecéze. Obvykle je jmenován pouze jeden generální vikář; zvláště velké diecéze mohou mít více než jednoho generálního vikáře. Generální vikář nebo jeden z nich je obvykle jmenován moderátorem kurie, který koordinuje diecézní správní úřady a služby. Diecézní biskup může také jmenovat jednoho nebo více biskupských vikářů pro diecézi. Mají stejnou běžnou pravomoc jako generální vikář, je však omezena na určitou část diecéze, na určitý druh činnosti, na věřící určitého obřadu nebo na určité skupiny lidí. Generální vikáři a biskupští vikáři musí být kněží nebo biskupové. Ve východních katolických církvích se nazývají protosyncelli a syncelli (kánon 191 Kodexu kánonů východních církví).
Diecézní biskupové jsou povinni jmenovat soudního vikáře, na kterého je delegována běžná pravomoc biskupa soudit případy (kánon 1420 Kodexu kanonického práva, kánon 191 Kodexu kánonů východních církví z roku 1983). V latinské církvi se soudní vikář může nazývat také officialis. Osoba zastávající tuto funkci musí být knězem, musí mít doktorát z kanonického práva (nebo alespoň licenciát), musí jí být nejméně třicet let, a pokud z malosti diecéze nebo omezeného počtu případů nevyplývá něco jiného, nesmí být generálním vikářem. Vzhledem k tomu, že jedním z úkolů soudního vikáře je předsedat kolegiálním tribunálům, má mnoho diecézí adjutanty soudních vikářů, kteří mohou předsedat kolegiálním tribunálům místo soudního vikáře a musí mít stejnou kvalifikaci.
Diecézní biskup jmenuje do diecézní kurie kancléře, případně vicekancléře a notáře. Tito úředníci vedou záznamy a archivy diecéze. Slouží také jako tajemníci diecézní kurie. Biskup také jmenuje diecézního ekonoma a ekonomickou radu, kteří dohlížejí na rozpočet, světské statky, příjmy a výdaje diecéze.
Diecézní biskup může jmenovat kněze členy kapituly své katedrály nebo kolegiátního kostela (nazývají se tak podle své kapituly). Tito kněží mají titul kanovníka. Jmenuje také šest až dvanáct kněží do sboru konzultorů, kteří slouží jako poradci. Jejich úkolem je volit administrátora diecéze v případě neobsazení stolce.
Biskup jmenuje kněze a další věřící do různých poradních orgánů. Mezi ně patří kněžská rada, diecézní synoda a pastorační rada.

### Okrskoví vikáři nebo děkani
Okrskový vikář, známý také jako děkan nebo arcikněz nebo pod jiným názvem, je kněz, který je pověřen vedením vikariátu či děkanátu (kánon 553 Kodexu kanonického práva z roku 1983), tedy skupiny farností v rámci diecéze. Na rozdíl od regionálního biskupského vikáře působí okrskový vikář či děkan spíše jako koordinátor farářů a dalších kněží ve vikariátu nebo děkanátu, než jako prostředník mezi nimi a diecézním biskupem.

### Farář/pastor
Tento oddíl se týká kněze, který je v Kodexu kanonického práva z roku 1983 označován termínem parochus, který se v některých anglicky mluvících zemích překládá jako „farář“, v jiných jako „pastor“. Anglický termín „pastor“ se také používá v obecnějším významu, který odpovídá latinskému termínu pastor. V českém prostředí se termín pastor používá jako označení duchovních v některých protestantských církvích. K osobě faráře Kodex kanonického práva uvádí:
Farář je vlastním pastýřem sobě svěřené farnosti a vykonává pastorační péči o sobě svěřené společenství pod řízením diecézního biskupa, je povolán, aby se podílel na Kristově službě, aby pro toto společenství konal službu učením, posvěcováním a řízením ve spolupráci s ostatními kněžími nebo jáhny a v součinnosti s křesťany laiky, podle ustanovení práva.

### Farní vikáři/výpomocní duchovní
Farářovi může pomáhat jeden nebo více dalších kněží: farních vikářů (často bývají zvykově označováni nesprávným termínem kaplan) či výpomocných duchovních. Farní vikáři jsou spolupracovníci faráře:
Když je to potřebné nebo vhodné pro náležité plnění pastorační péče o farnost, může být faráři ustanoven jeden nebo více farních vikářů, kteří jako farářovi spolupracovníci a účastníci na jeho péči spolu s ním společně a pod jeho vedením pracují v pastorační službě.
Farní vikář může být ustanoven buď, aby pomáhal v celé pastorační službě, a to v celé farnosti nebo její určité části, nebo pracoval pro skupinu křesťanů z farnosti anebo konal určitou službu v různých farnostech zároveň.

### Čestné tituly

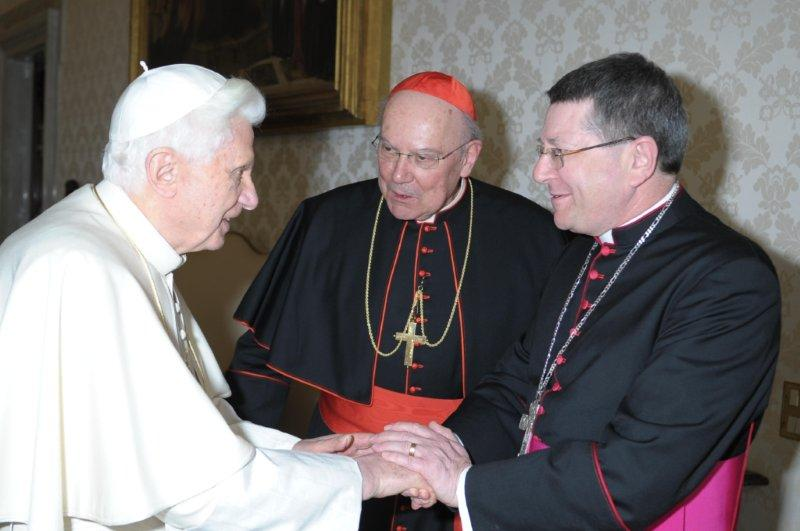
Zleva papež Benedikt XVI., kardinál Levada a apoštolský protonotář Newton

Čestný titul monsignor uděluje papež diecézním kněžím (nikoli členům řeholních institutů) ve službách Svatého stolce a může jej udělit i jiným diecézním kněžím na žádost jejich biskupa. Takto vyznamenaný kněz je považován za člena papežského domu. Titul je spojen s některým z následujících tří ocenění:
- Kaplan Jeho Svatosti (do reformy z roku 1969 nazývaný papežský komoří),[77] nejnižší stupeň, který se vyznačuje fialovými knoflíky a lemováním černé sutany s fialovou šerpou.
- Čestný prelát (Prelát Jeho Svatosti) (do roku 1969 nazývaný domácí prelát), střední úroveň, vyznačující se červenými knoflíky a lemováním na černé sutaně, s fialovou šerpou, a chórovým oděvem, k němuž patří fialová sutana.
- Apoštolský protonotář, nejvyšší úroveň, se stejným oděvem jako čestný prelát, s tím rozdílem, že může být nošen i nepovinný fialový hedvábný plášť známý jako ferraiolo.

V prosinci 2013 papež František rozhodl, že kněžím, kteří nejsou ve službách Svatého stolce, bude v budoucnu udělován titul monsignor pouze v hodnosti kaplana Jeho Svatosti a pouze kněžím starším 65 let.
Podle legislativy papeže Pia X. jsou generální vikáři a kapitulní vikáři (ti se nyní nazývají diecézní administrátoři) titulárními (nikoliv skutečnými) protonotáři durante munere, tj. po dobu, kdy zastávají tyto úřady, a mají tedy právo být oslovováni jako monsignor, což naznačuje i uvádění zkráceného titulu „Mons.“, před jménem každého příslušníka světského (diecézního) kléru uvedeného jako generální vikář v Annuario Pontificio. (Čestné tituly, jako je „Monsignor“, se pro řeholníky nepovažují za vhodné.)
Některé východní katolické církve syrské tradice používají titul chorbiskup, který zhruba odpovídá západnímu titulu monsignor. Jiné východní katolické církve udělují svobodným kněžím čestný titul archimandrita jako projev úcty nebo vděčnosti za jejich služby. Ženatí presbyteři mohou být poctěni hodností arcikněze, která má dva stupně, z nichž vyšší je „mitrový arcikněz“, který umožňuje knězi nosit mitru.
V latinské církvi se titul arcikněze někdy připojuje k pastýřům historických kostelů, včetně hlavních bazilik v Římě. Tito arcikněží nejsou presbytery, ale biskupy nebo kardinály. Podobně se někdy uděluje titul arcijáhen presbyterům.

## Diakonát

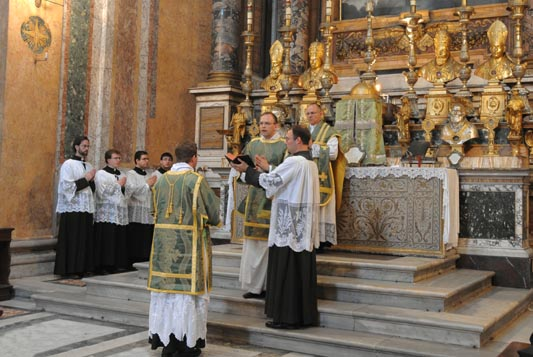
Jáhen říká Ite, missa est na konci mše

Diakoni (jáhni) jsou vysvěcení služebníci církve, kteří jsou spolupracovníky biskupa vedle kněží, ale mají se věnovat spíše službě přímé služby a pomoci chudým a potřebným než pastoračnímu vedení. Obvykle jsou spojeni s farností, kde mají liturgickou funkci jako řádný služebník evangelia a přímluv věřících, mohou kázat homilie a v římském ritu mohou předsedat při neeucharistických liturgiích, jako jsou křty, svatby, pohřby a adorace/benedikce. Ve východních katolických církvích v případě nepřítomnosti kněze jáhni nenosí roucho a mohou vést bohoslužby pouze jako lektoři, nikdy však nepředsedají svatbám nebo pohřbům.
Jáhen má biblický základ a popis jeho úkolů lze nalézt ve Sk 6, 1–9 (Kral, ČEP) a v 1Tim  3, 1–13 (Kral, ČEP).
Jáhni mohou být seminaristé připravující se na kněžské svěcení, tzv. „přechodní jáhni“ nebo „trvalí jáhni“, kteří nemají v úmyslu být vysvěceni na kněze. Aby mohli být vysvěceni na jáhny, musí jim být alespoň 25 let, pokud nejsou ženatí; pokud je budoucí jáhen ženatý, musí mu být alespoň 35 let a musí mít souhlas své manželky, což platí ve většině států. V latinské církvi jsou ženatí jáhni trvalými jáhny. Ve většině diecézí existuje věková hranice pro přijetí do formace pro diakonát.
K přechodu z příslušnosti k laikům do příslušnosti ke kléru dochází vysvěcením na jáhna. Dříve platilo v latinské církvi pravidlo, že klerikem se člověk stává přijetím klerické tonzury, po níž následují menší svěcení a subdiakonát, který se počítá mezi svěcení větší. Papež Pavel VI. svým motu proprio Ministeria quaedam z 15. srpna 1972 nařídil: „O svěceních, které se dosud nazývaly menšími, se má napříště mluvit jako o ,službách'.“ Stejné motu proprio také nařídilo, že latinská církev již nebude mít svěcení na subdiakona (podjáhna), ale umožnilo každé biskupské konferenci, která si to bude přát, používat termín „subdiakon“ pro ty, kteří zastávají službu (dříve nazývanou nižší svěcení) „akolyta“. Dokonce i v těch společnostech v rámci latinské církve, které se souhlasem Svatého stolce nadále vykonávají obřady tonzury, nižších svěcení a subdiakonátu, zůstávají ti, kdo tyto obřady přijímají, laiky a kleriky se stávají až po vysvěcení na jáhny.

## Laici
Většina katolíků jsou laici, což je termín odvozený z řeckého λαὸς Θεοῦ (Laos Theou), který znamená „lid Boží“. Všichni věřící křesťané mají právo a povinnost stále více přinášet poselství evangelia „všem lidem v každém věku a v každé zemi“. Všichni mají podíl na poslání církve a mají právo vyvíjet apoštolskou činnost podle svého stavu a podmínek.
Laická služba může mít podobu vykonávání kněžství všech pokřtěných a konkrétněji vykonávání katechetické činnosti. Pastorační, administrativní a jiné služby církvi, včetně liturgických služeb jako akolyté, lektoři, kantoři a podobně; dále sponzoři iniciující různé projekty, pastorační pracovníci, členové farních a diecézních poradních orgánů.
Někteří laičtí katolíci vykonávají na plný úvazek profesionální povolání ve jménu církve a nepůsobí ve světském povolání. Ačkoli je tento jev rozšířen v Severní Americe a ve velké části Evropy, organizace a definice této služby je ponechána na národních biskupských konferencích. Konference katolických biskupů Spojených států přijala pro tyto osoby termín „laická církevní služba“, který se záměrně liší od výše popsaného obecného apoštolátu nebo služby laiků.
Poradní vedení církve v diecézi i ve farnosti obvykle tvoří pastorační rada a ekonomická rada, a také několik komisí, které se obvykle zaměřují na hlavní aspekty života a poslání církve, jako je formace víry nebo křesťanská výchova, liturgie, sociální spravedlnost, ekumenismus nebo administrativně-správní záležitosti (stewardship).

## Řehole
Hlavní článek: Řeholní institut

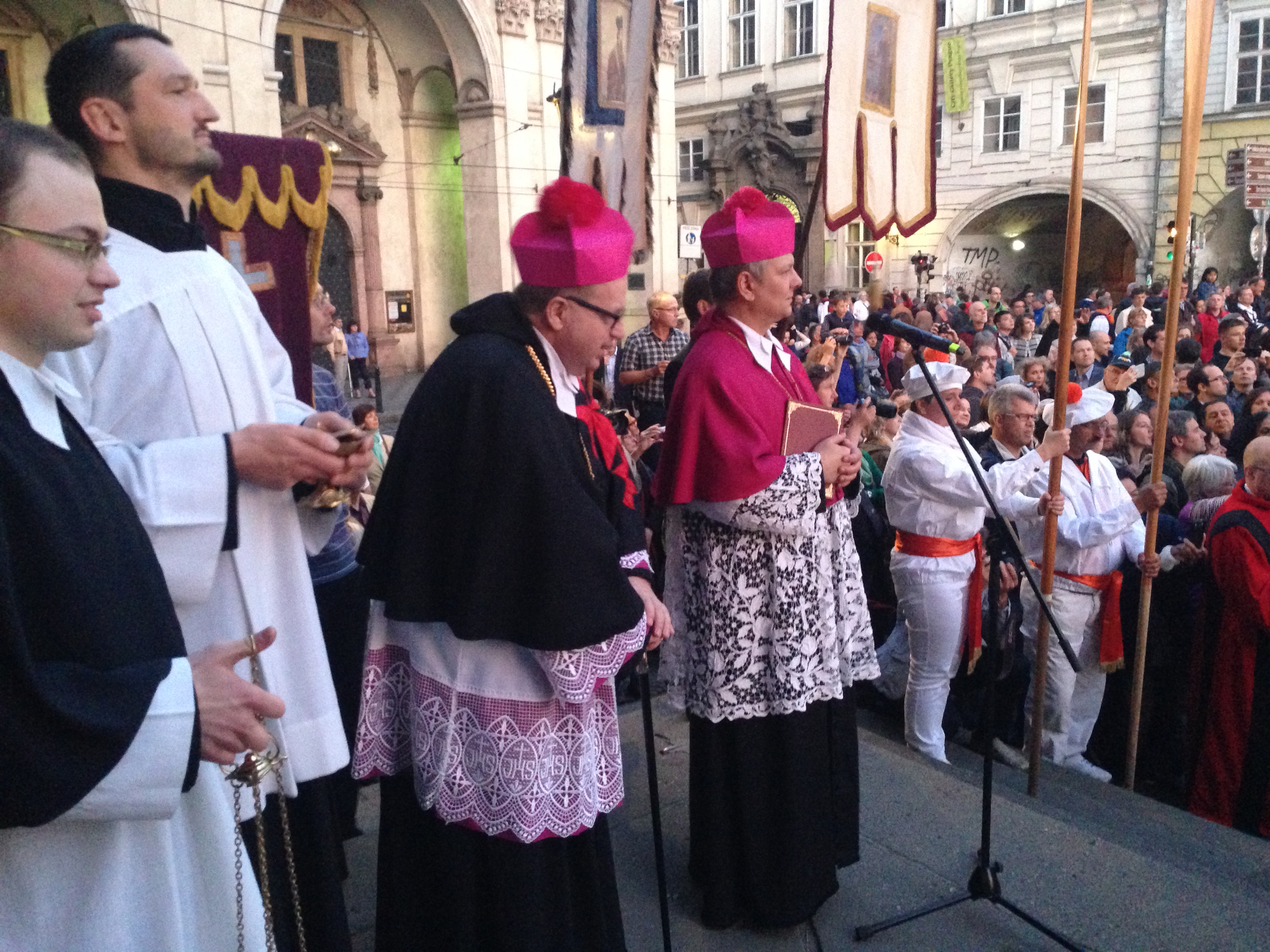
Řeholníci řádu Křižovníků s červenou hvězdou (zleva M. Moravec, J. Hladík, velmistr J. Šedivý, Navalis, 2015)

Řeholníci – kteří mohou být buď laiky, nebo duchovními – jsou členy řeholních institutů, společností, v nichž členové skládají veřejné sliby a žijí společným bratrským životem. Jedná se o formu zasvěceného života, která se liší od jiných forem, jako jsou sekulární instituty. Liší se také od forem, které nezahrnují členství v institutu, jako jsou zasvěcení poustevníci, zasvěcené panny a další formy, jejichž schválení je vyhrazeno Svatému stolci.
Řeholní instituty se historicky dělí na kategorie řádů a kongregací. Mužští členové řádů nebo kongregací mohou používat tituly bratr, mnich nebo řeholník, zatímco ženské členky mohou používat tituly sestra nebo řeholnice. Každý řád může mít svou vlastní hierarchii úřadů, jako je generální představený, opat/abatyše, matka představená, převor/převorka nebo jiné, a konkrétní povinnosti a odpovědnosti jednotlivých úřadů závisí na konkrétním řádu nebo komunitě. Osoby, které jsou v procesu vstupu do řeholního institutu, ale ještě nesložily poslední sliby, mohou být označovány jako postulanti nebo novicové.